# Død snø
Død snø (Brasil: Zumbis na Neve ) é um filme de comédia de terror produzido na Noruega e lançado em 2009.